# Station Kraków Główny Towarowy
Station Kraków Główny Towarowy is een spoorwegstation in de Poolse plaats Krakau.